# Berson
Berson is een gemeente en dorp in het Franse departement Gironde, op een afstand van ca. 45 km ten noorden van Bordeaux. De gemeente telde 1.833 inwoners op 1 januari 2022. De wijngaarden rond het dorp maken deel uit van de appellation Côtes de Blaye.
De naam Berson is van een onzekere Gallo-romeinse oorsprong. In enkele oude documenten wordt de naam ook wel als Bresson geschreven. De meestgenoemde oorsprong van de naam lijkt in de naam van een Romeins gens te liggen: Bercius of Brecius.
In de gemeente zijn sporen van Neolithische bewoning gevonden. In veel later tijden was het grondgebied van de gemeente een strijdtoneel tijdens de Honderdjarige Oorlog.

## Geografie
De oppervlakte van Berson bedroeg op 1 januari 2022 17,98 vierkante kilometer; de bevolkingsdichtheid was toen 101,9 inwoners per km².

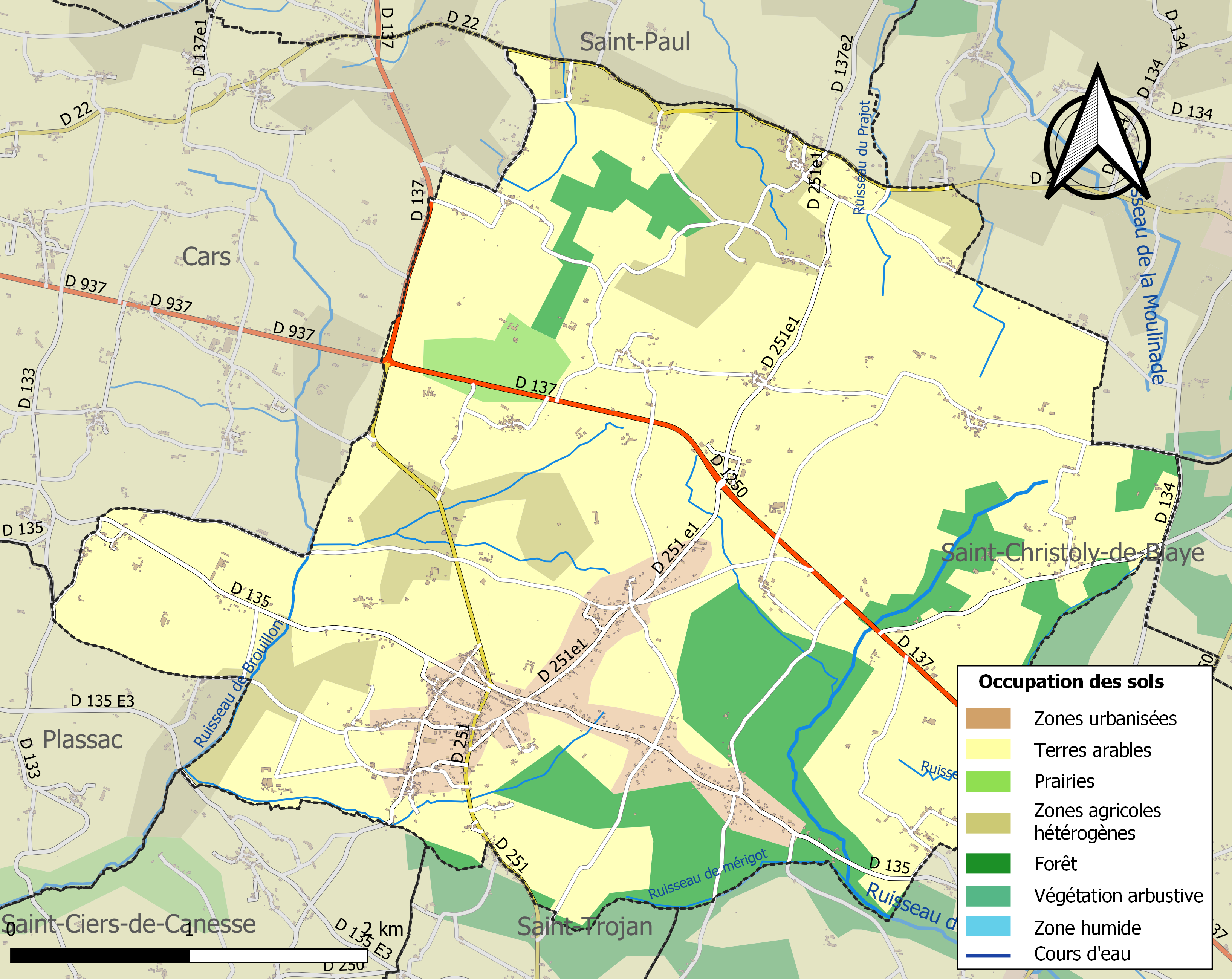
Kaart van de gemeente met belangrijkste infrastructuur, bodemgebruik en omliggende gemeenten

## Demografie
Onderstaande figuur toont het verloop van het inwoneraantal van Berson vanaf 1962.

Bron: Frans bureau voor statistiek. Cijfers inwoneraantal volgens de definitie 
population sans doubles comptes (zie de gehanteerde definities)